# Ex on the Beach (Polonia)
Ex on the Beach Polonia (en su idioma original Ex Na Plazy Polska) fue un programa de telerrealidad polaco transmitido en MTV Polonia. Basado en la versión británica Ex on the Beach. La fecha de estreno de la serie se anunció el 17 de octubre de 2016 y el espectáculo se estrenó el 7 de noviembre de 2016. Cuenta con ocho hombres y mujeres solteros que disfrutan de unas vacaciones de verano en el paraíso mientras buscan amor. Sin embargo, se les unieron sus exes para sacudir las cosas. Cada ex estaba allí para una dolorosa venganza o para revivir su amor.

## Temporadas
| Año  | Temporada   | Ubicación    | Episodios | Inicio           | Final           | Rating |
| ---- | ----------- | ------------ | --------- | ---------------- | --------------- | ------ |
| 2016 | Temporada 1 | Isla de Hvar | 8         | 7 de noviembre   | 26 de diciembre | –      |
| 2017 | Temporada 2 | Isla de Hvar | 8         | 10 de abril      | 29 de mayo      | 58.739 |
| 2017 | Temporada 3 | Chipre       | 8         | 30 de octubre    | 18 de diciembre | –      |
| 2018 | Temporada 4 | Chipre       | 8         | 17 de septiembre | 5 de noviembre  | 64.556 |

## Temporada 1 (2016)
La primera temporada de Ex on the Beach Polonia se anunció en MTV Polonia el 17 de octubre de 2016 . El espectáculo tendrá lugar en la isla de Hvar, Croacia. El primer miembro fue anunciado por Wojtek Gola, miembro del reparto de Warsaw Shore. La lista oficial de los miembros del reparto se lanzó el 24 de octubre de 2016 e incluye a cuatro solteros: Wojtek Gola, Adam Zając, Michał Spała y Dawid Ambro; así como cuatro chicas solteras: Jola Mróz, Marta Różańska, Sandra Sarapata y Joanna Kościak. El espectáculo se estrenó el 7 de noviembre de 2016.

### Participantes
| Episodios | Nombre                | Edad | Procedencia | Exes                                                        |  |
| --------- | --------------------- | ---- | ----------- | ----------------------------------------------------------- |  |
| 8         | Adam Zając            | 25   | Sosnowiec   | N/A                                                         |  |
| 8         | Dawid Ambro           | 26   | Szczecin    | Ewelina Polak                                               |  |
| 8         | Joanna Kościak        | 25   | Warsaw      | N/A                                                         |  |
| 8         | Jola Mróz             |      | Rybnik      | Łukasz Lupa                                                 |  |
| 4         | Marta Różańska        |      | Pleszew     | Wojtek Gola                                                 |  |
| 8         | Michał Spała          | 22   | Porajów     |                                                             |  |
| 8         | Sandra Sarapata       | 18   | Wadowice    | Olaf Bober                                                  |  |
| 7         | Wojtek Gola           | 28   | Poznań      | Patrycja Strzałkowska, Marta Różańska, Karina Pietruszyńska |  |
|           |                       |      |             |                                                             |  |
| 8         | Patrycja Strzałkowska | 23   | Warsaw      | Wojtek Gola                                                 |  |
| 6         | Łukasz Lupa           | 22   | Rawicz      | Jola Mróz, Ewelina Skorczyk                                 |  |
| 6         | Ewelina Polak         | 25   | Stockholm   | Dawid Ambro                                                 |  |
| 5         | Karina Pietruszyńska  | 23   | Radomin     | Wojtek Gola, Krystian Wilczak                               |  |
| 4         | Olaf Bober            | 19   | Wadowice    | Sandra Sarapata                                             |  |
| 3         | Krystian Wilczak      | 23   | Bydgoszcz   | Karina Pietruszyńska                                        |  |
| 2         | Ewelina Skorczyk      |      | Śmigiel     | Łukasz Lupa                                                 |  |

### Duración de los Participantes
| Reparto   | Episodios | Episodios | Episodios | Episodios | Episodios | Episodios | Episodios | Episodios |
| Reparto   | 1         | 2         | 3         | 4         | 5         | 6         | 7         | 8         |
| --------- | --------- | --------- | --------- | --------- | --------- | --------- | --------- | --------- |
| Adam      |           |           |           |           |           |           |           |           |
| Dawid     |           |           |           |           |           |           |           |           |
| Joanna    |           |           |           |           |           |           |           |           |
| Jola      |           |           |           |           |           |           |           |           |
| Marta     |           |           |           |           |           |           |           |           |
| Michał    |           |           |           |           |           |           |           |           |
| Sandra    |           |           |           |           |           |           |           |           |
| Wojtek    |           |           |           |           |           |           |           |           |
|           |           |           |           |           |           |           |           |           |
| Patrycja  |           |           |           |           |           |           |           |           |
| Łukasz    |           |           |           |           |           |           |           |           |
| Ewelina P |           |           |           |           |           |           |           |           |
| Karina    |           |           |           |           |           |           |           |           |
| Olaf      |           |           |           |           |           |           |           |           |
| Krystian  |           |           |           |           |           |           |           |           |
| Ewelina S |           |           |           |           |           |           |           |           |

## Temporada 2 (2017)
La segunda temporada del espectáculo se anunció el 6 de marzo de 2017. La serie comenzó a transmitirse el 10 de abril de 2017. Antes del estreno se confirmó que la serie se filmaría en la isla de Hvar, Croacia. El primer participante cuya identidad se anunció fue la estrella de Warsaw Shore Piotr Polak. La lista oficial de los miembros del elenco se lanzó el 27 de marzo de 2017 e incluye cuatro chicos solteros: Piotr Polak, Damian Graff, Jacob Urbanowicz y Filip Krzymiński; así como cuatro chicas solteras: Lena Bator, Martyna "Mała" Chmielewska, Kornelia Anna y Patrycja Dillinger. Con el anuncio de reparto, se confirmó que la miembro del reparto de la primera temporada de Ex on the Beach Polonia y estrella de Warsaw Shore, Jola Mróz, haría su regreso como ex. El miembro del reparto de Warsaw Shore Magda Pyznar también fue confirmado para tomar parte en la serie que presenta como ex.

### Participantes
| Episodios | Nombre                     | Edad | Procedencia | Exes                                                 |  |
| --------- | -------------------------- | ---- | ----------- | ---------------------------------------------------- |  |
| 8         | Damian Graff               | 21   | Leszno      | Daria Jarzyna                                        |  |
| 8         | Filip Krzymiński           | 20   | Gdańsk      | N/A                                                  |  |
| 8         | Jacob Urbanowicz           | 23   | Warsaw      | Martyna "Mała" Chmielewska                           |  |
| 8         | Kornelia Anna              | 23   | Gdańsk      | Piotr Polak                                          |  |
| 8         | Lena Bator                 | 25   | Warsaw      | N/A                                                  |  |
| 8         | Martyna "Mała" Chmielewska | 23   | Poznań      | Jacob Urbanowicz                                     |  |
| 6         | Patrycja Dillinger         |      | Breslavia   | Michał Schneider                                     |  |
| 8         | Piotr Polak                |      | Kraków      | Kinga Garnys, Kornelia Anna, Jola Mróz, Magda Pyznar |  |
|           |                            |      |             |                                                      |  |
| 7         | Kinga Garnys               | 24   | Warsaw      | Piotr Polak                                          |  |
| 6         | Daria Jarzyna              | 21   | Nowy Tomyśl | Damian Graff                                         |  |
| 5         | Michał Schneider           | 29   | Breslavia   | Patrycja Dillinger                                   |  |
| 4         | Jola Mróz                  |      | Rybnik      | Piotr Polak                                          |  |
| 3         | Hubert Korczak             | 22   | Warsaw      | N/A                                                  |  |
| 2         | Magda Pyznar               | 25   | Knurów      | Piotr Polak                                          |  |

### Duración de los Participantes
| Reparto  | Episodios | Episodios | Episodios | Episodios | Episodios | Episodios | Episodios | Episodios |
| Reparto  | 1         | 2         | 3         | 4         | 5         | 6         | 7         | 8         |
| -------- | --------- | --------- | --------- | --------- | --------- | --------- | --------- | --------- |
| Damian   |           |           |           |           |           |           |           |           |
| Filip    |           |           |           |           |           |           |           |           |
| Jacob    |           |           |           |           |           |           |           |           |
| Kornelia |           |           |           |           |           |           |           |           |
| Lena     |           |           |           |           |           |           |           |           |
| Martyna  |           |           |           |           |           |           |           |           |
| Patrycja |           |           |           |           |           |           |           |           |
| Piotr    |           |           |           |           |           |           |           |           |
|          |           |           |           |           |           |           |           |           |
| Kinga    |           |           |           |           |           |           |           |           |
| Daria    |           |           |           |           |           |           |           |           |
| Michał   |           |           |           |           |           |           |           |           |
| Jola     |           |           |           |           |           |           |           |           |
| Hubert   |           |           |           |           |           |           |           |           |
| Magda    |           |           |           |           |           |           |           |           |

## Temporada 3 (2017)
La tercera tercera del espectáculo se anunció el 12 de octubre de 2017. La serie comenzó a transmitirse el 30 de octubre de 2017. Antes del estreno se confirmó que la serie se filmaría en Chipre. El primer participante cuya identidad fue anunciada fue la estrella de Warsaw Shore Alan Kwieciński y Marta Hrycyk, que apareció en la cuarta serie de Warsaw Shore: Summer Camp como invitada y amiga íntima del miembro del elenco Varsovia Damian Zduńczyk. La lista oficial de los miembros del elenco se lanzó el 25 de octubre de 2017 e incluye cuatro solteros: Alan Kwieciński, Denis Ilbeyli, Hubert Korczak y Norbert Hawryluk; así como cuatro solteras: Alicja Nikola "Nicki Queen" Kolasińska, Joanna Kasprzyk, Marta Hrycyk y Monika "Esmeralda" Godlewska. Antes del lanzamiento de la nueva temporada, se confirmó que el miembro del elenco de la Serie 2, Hubert Korczak, volvería para la tercera serie como elenco principal. El miembro del reparto de Varsovia Damian Zduńczyk también fue confirmado para participar en la serie que presenta como ex.

### Participantes
| Episodios | Nombre                                 | Edad | Procedencia | Exes                                           |  |
| --------- | -------------------------------------- | ---- | ----------- | ---------------------------------------------- |  |
| 8         | Alan Kwieciński                        | 25   | Olsztyn     | Magda "Loris" Serdyńska, Marika Wojtkowiak     |  |
| 8         | Alicja Nikola "Nicki Queen" Kolasińska | 23   | Białystok   | N/A                                            |  |
| 8         | Denis Ilbeyli                          | 23   |             | N/A                                            |  |
| 6         | Hubert Korczak                         | 23   | Warsaw      | N/A                                            |  |
| 8         | Joanna Kasprzyk                        | 26   | Poznań      | N/A                                            |  |
| 8         | Marta Hrycyk                           | 20   | Lębork      | Damian "Stifler" Zduńczyk                      |  |
| 5         | Monika "Esmeralda" Godlewska           | 24   | Warsaw      | Tytus Maksymczak                               |  |
| 8         | Norbert Hawryluk                       | 22   | Szczecin    | N/A                                            |  |
|           |                                        |      |             |                                                |  |
| 7         | Tytus Maksymczak                       | 21   | Torzym      | Monika "Esmeralda" Godlewska, Natalia Jagiełło |  |
| 6         | Magda "Loris" Serdyńska                |      | Katowice    | Alan Kwieciński, Bartek "Ruby" Brzeziński      |  |
| 5         | Bartek "Ruby" Brzeziński               |      | Katowice    | Magda "Loris" Serdyńska                        |  |
| 4         | Marika Wojtkowiak                      | 24   | Wałbrzych   | Alan Kwieciński                                |  |
| 2         | Damian "Stifler" Zduńczyk              | 30   | Police      | Marta Hrycyk                                   |  |
| 2         | Natalia Jagiełło                       | 23   | Łódź        | Tytus Maksymczak                               |  |

### Duración de los Participantes
| Reparto | Episodios | Episodios | Episodios | Episodios | Episodios | Episodios | Episodios | Episodios |
| Reparto | 1         | 2         | 3         | 4         | 5         | 6         | 7         | 8         |
| ------- | --------- | --------- | --------- | --------- | --------- | --------- | --------- | --------- |
| Alan    |           |           |           |           |           |           |           |           |
| Alicja  |           |           |           |           |           |           |           |           |
| Denis   |           |           |           |           |           |           |           |           |
| Hubert  |           |           |           |           |           |           |           |           |
| Joanna  |           |           |           |           |           |           |           |           |
| Marta   |           |           |           |           |           |           |           |           |
| Monika  |           |           |           |           |           |           |           |           |
| Norbert |           |           |           |           |           |           |           |           |
|         |           |           |           |           |           |           |           |           |
| Tytus   |           |           |           |           |           |           |           |           |
| Magda   |           |           |           |           |           |           |           |           |
| Bartek  |           |           |           |           |           |           |           |           |
| Marika  |           |           |           |           |           |           |           |           |
| Damian  |           |           |           |           |           |           |           |           |
| Natalia |           |           |           |           |           |           |           |           |

## Temporada 4 (2018)
La cuarta serie del espectáculo se anunció el 21 de agosto de 2018. La serie comenzará el 17 de septiembre de 2018. Antes del estreno se confirmó que la serie se filmaría una vez más en Chipre. El primer concursante cuya identidad se anunció fue dos estrellas de Warsaw Shore Anna "Duża" Ryśnik y Bartek Barański. La lista oficial de los miembros del elenco fue lanzada el 31 de agosto de 2018 e incluye a cuatro muchachos: Bartek Barański, Bartek "Gimi" Gimiński, Kasjusz "Don Kasjo" Życiński y Maciej Rataj; al igual que cuatro chicas: Anastasiya Yandaltsava, Anna "Duża" Ryśnik, Ewa e Ismena Stelmaszczyk.

### Participantes
| Episodios | Nombre                       | Edad | Procedencia | Exes                                    |  |
| --------- | ---------------------------- | ---- | ----------- | --------------------------------------- |  |
| 8         | Anastasiya Yandaltsava       | 24   | Rusia       | N/A                                     |  |
| 8         | Anna "Duża" Ryśnik           | 26   | Żmigród     | N/A                                     |  |
| 8         | Bartek Barański              | 26   | Kraków      | Maja Kukiełka                           |  |
| 8         | Bartek "Gimi" Gimiński       | 22   | Grudziądz   | Karolina Sagermann                      |  |
| 8         | Ewa                          |      |             | N/A                                     |  |
| 8         | Ismena Stelmaszczyk          | 21   | Varsovia    | Dawid Ambro                             |  |
| 8         | Kasjusz "Don Kasjo" Życiński | 26   | Gdańsk      | Karina Pniewska                         |  |
| 8         | Maciej Rataj                 |      |             | N/A                                     |  |
|           |                              |      |             |                                         |  |
| 7         | Maja Kukiełka                |      | Kraków      | Bartek Barański, Kamil                  |  |
| 6         | Karolina Sagermann           | 21   | Sopot       | Bartek "Gimi" Gimiński                  |  |
| 5         | Kamil                        | 24   |             | Maja Kukiełka                           |  |
| 4         | Dawid Ambro                  | 28   | Szczecin    | Ismena Stelmaszczyk, Kornelia Dubrownik |  |
| 3         | Karina Pniewska              |      |             | Kasjusz "Don Kasjo" Życiński            |  |
| 1         | Kornelia Dubrownik           |      |             | Dawid Ambro                             |  |

### Duración de los Participantes
| Reparto    | Episodios | Episodios | Episodios | Episodios | Episodios | Episodios | Episodios | Episodios |
| Reparto    | 1         | 2         | 3         | 4         | 5         | 6         | 7         | 8         |
| ---------- | --------- | --------- | --------- | --------- | --------- | --------- | --------- | --------- |
| Anastasiya |           |           |           |           |           |           |           |           |
| Anna       |           |           |           |           |           |           |           |           |
| Bartek B   |           |           |           |           |           |           |           |           |
| Bartek G   |           |           |           |           |           |           |           |           |
| Ewa        |           |           |           |           |           |           |           |           |
| Ismena     |           |           |           |           |           |           |           |           |
| Kasjusz    |           |           |           |           |           |           |           |           |
| Maciej     |           |           |           |           |           |           |           |           |
|            |           |           |           |           |           |           |           |           |
| Maja       |           |           |           |           |           |           |           |           |
| Karolina   |           |           |           |           |           |           |           |           |
| Kamil      |           |           |           |           |           |           |           |           |
| Dawid      |           |           |           |           |           |           |           |           |
| Karina     |           |           |           |           |           |           |           |           |
| Kornelia   |           |           |           |           |           |           |           |           |